# Нестеренко Роман Григорович
Роман Григорович Нестеренко (нар. 22 березня 1977, Вугледар, Донецька область, УРСР) — казахський та український футболіст, воротар. У минулому гравець національної збірної Казахстану і ряду українських та казахстанських клубів. Кращий воротар Казахстану 2008 року. Нині тренер.

## Кар'єра гравця

### Ранні роки
Роман Нестеренко народився 22 березня 1977 року в місті Вугледар Донецької області. Вихованець клубної академії донецького «Шахтаря». У 1994 році розпочав кар'єру гравця в аматорському АФК-УОР (Маріуполь), де виступав на правах оренди. У 1995—1997 роках захищав кольори другої команди гірників. Після завершення контракту із Шахтарем виступав у складі футзального клуба «Металург» (Володимирівка). У Металурзі він провів два роки, у кожному з яких зігравши щонайменше по 20 матчів.

### Волинь (Луцьк)
Роман приєднався до Волині в сезоні 2000/01 років, у той час як вона виступала в Першій лізі чемпіонату України. Нестеренко допоміг волинянам вийти до Прем'єр-ліги в сезоні 2001/02 років, незважаючи на те, що весь цей час він був лише другим воротарем та зіграв лише 8 матчів у переможному для волинян сезоні. У сезоні 2002/03 років він зіграв 6 матчів, а луцька «Волинь» вже в першому ж своєму сезоні після повернення до вищого дивізіону національного чемпіонату посіла високе 6-те місце.

### Актобе
Вперше у своїй кар'єрі Нестеренко приєднався до казахського клубу в 2004 році. Він став стабільним гравцем основного складу «Актобе», і у своєму ж першому сезоні в казахському клубі зіграв 32 поєдинки, його ж команда посіла четверте місце й лише на п'ять очок відстала від третього місця, яке надавало право наступного сезону зіграти в кубку УЄФА. У 2005 році «Актобе» виграло чемпіонат з перевагою лише в одне очко у національному чемпіонаті того сезону Нестеренко зіграв 26 матчів (з 30 матчів чемпіонату того сезону), в яких казахський клуб пропустив лише 27 м'ячів.
2006 рік став останнім для Романа у футболці «Актобе», його команда фінішувала на другому місці в чемпіонаті та кваліфікувалася для участі в кубку УЄФА. У складі «Актобе» він відіграв 2 поєдинки у кваліфікації кубку УЄФА проти Металургса (Лієпая) з Латвії, виїзний поєдинок для команди Нестеренка завершився нічиєю 1:1, а домашній — поразкою з рахунком 0:1. Тим не менше, Роман того сезону в національному чемпіонаті відіграв лише 6 поєдинків та втратив у команді місце основного воротаря. Тому ні для кого не став неочікуваним той факт, що у 2007 році Нестеренко перейшов до «Кайсару».

### Кайсар (Кизилорда)
Кайсар підписав контракт з Романом та надав йому можливість знову стати першим воротаре, і він нею скористався, у 2007 році відіграв 27 матчів та допоміг команді посісти 10-те місце в Прем'єр-лізі. Наступного року «Кайсар» посів четверте місце в чемпіонаті, а Роман відіграв 26 матчів, але незважаючи на статус першого голкіпера в команді, він знову змінює клуб, цього разу переходить до Локомотиву (Астана). У майбутньому Роман ще повернеться до «Кайсару».

### Локомотив (Астана)
«Локомотив» спостерігав за грою Романа та ще двох його одноклубників у Кайсарі, тому в грудні 2008 року Астана підписала Нестеренка для посилення конкуренції серед воротарів команди. «Локомотив» (Астана) був сформований у 2009 році внаслідок злиття декількох команд, але будучи багатим клубом вони могли собі дозволити купувати гравців високого рівня, таких як Нестеренка, вже у своєму першому сезоні в Прем'єр-лізі. Астана посіла друге місце в чемпіонаті та відстала від колишнього клуба Романа, «Актобе», на п'ять очок. Нестеренко відіграв 15 з 25 матчів у чемпіонаті в складі Астани, але по завершенню сезону возз'єднався зі своїм колишнім клубом, «Кайсаром», який у 2009 році покинув найвищий дивізіон національного чемпіонату. Під час своїх виступів у «Локомотиві» Роман виступав під незвичним для воротаря номером, 32.

### Повернення в Кайсар
Незважаючи на те, що вперше в своїй кар'єрі Роман Нестеренко змушений був грати в Першій лізі чемпіонату Казахстану, він провів лише 10 поєдинків у складі «Кайсару» в національному чемпіонаті. Але того ж сезону клуб посів друге місце в чемпіонаті та повернувся до Прем'єр-ліги. Але після цього він залишив клуб та приєднався до іншої команди казахської Прем'єр-ліги, «Ордабаси»

### Ордабаси
У 2010 році «Ордабаси» завершив чемпіонат на 8-му місці та до останнього матчу змагався з іншими командами за право зберегти прописку у вищому дивізіоні чемпіонату. Тим не менше, у 2011 році команда разом з Нестеренком у ролі основного воротаря виступила краще та посіла 6-те місце. Загалом він зіграв 25 матчів у своєму дебютному сезоні за новий клуб, перший матч у футболці своєї нової команди Роман провів 6 березня 2011 року проти «Тоболу», у першому матчі сезону, який завершився перемогою «Ордабаси» з рахунком 1:0. Нестеренко відстояв сім матчів «на нуль» з 25-ти, які він провів у чемпіонаті того сезону. Також Роман захищав ворота у переможних для «Ордабаси» матчах проти свого колишнього клубу, «Кайсару» (20 квітня), та ФК «Сункару» 11 травня. Незважаючи на це, 13 листопада у переможному (1:0) фінальному матчі Кубку Казахстану 2011 проти «Тоболу» Нестеренко весь матч просидів на лавці для запасних. Ця перемога в кубку Казахстану дозволила «Ордабаси» кваліфікуватися для участі в Лізі Європи 2012/13, незважаючи на те, що у Прем'єр-лізі клуб посів місце в середині турнірної таблиці.

### Восток та Кизилжар
У 2013 році Роман Нестеренко перейшов до усть-каменгорського «Востоку», де був капітаном команди. Але сезон у складі клубу так і не дограв. За цей час у складі усть-каменогорського клубу в національному чемпіонаті зіграв 25 матчів, в яких пропустив 29 м'ячів.
Взимку 2015 роки після вдалого перегляду на навчально-тренувальних зборах в Туреччині, уклав контракт з клубом казахстанської першої ліги «Кизилжар». У складі «Кизилжару» в 2015—2016 роках у першій лізі відіграв 25 матчів та пропустив лише 16 м'ячів.

## Кар'єра в збірній
Нестеренко дебютував у національній збірній у доволі пізньому віці, 34 роки, 2011 року, коли тодішній головний тренер збірної Казахстану Мирослав Беранек запросив його до табору збірної для підготовки до товариських та кваліфікаційних матчів. Свій перший офіційний матч у футболці національної збірної Казахстану Роман зіграв проти Азербайджану в рамках кваліфікації до Євро-2012 у групі A. Казахстан виграв з рахунком 2:1, а Нестеренко відіграв повний поєдинок. Вдруге за казахську збірну Роман зіграв 10 серпня 2011 року, цього разу в товариському поєдинку проти Сирії, який завершився з нічийним рахунком 1:1. Нестеренко був замінений у перерві того матчу на Антона Циріна, незважаючи на те, що на той час зберігав ворота казахської збірної «сухими»

## Тренерська кар'єра
З січня 2019 року — працював тренером воротарів в українському клубі «Буковина». У цю команду його запросив головний тренер Віталій Куниця, з яким він познайомився на тренерських курсах в Києві. 2 травня того ж року Віталій Вікторович написав заяву про звільнення з посади головного тренера, а президент «Буковини» Вадим Заяць в свою чергу вирішив її розглянути та задовольнити. У підсумку команду в якості виконуючого обов'язки очолив саме Роман Григорович. Під його керівництвом команда зіграла 5 офіційних матчів (1 перемога та 4 поразки), після чого на початку липня залишив чернівецький клуб.

## Досягнення

### Командні
- Прем'єр-ліга
  -  Чемпіон (1): 2005
  -  Срібний призер (2): 2006, 2009

- Кубок Казахстану
  -  Володар (1): 2011

- Перша ліга чемпіонату України
  -  Чемпіон (1): 2001/02

### Індивідуальні
- Найкращий воротар Казахстану 2008 року

- Входив до списку 22-ох найкращих футболістів Казахстану під № 2 (на позиції воротар) в 2007 та 2008 роках[27].

## Особисте життя
Одружений, виховує двох дітей.